# نیرنانا
نیرنانا (به لاتین: Nierenana) یک منطقهٔ مسکونی در ماداگاسکار است که در واتومندری واقع شده‌است. نیرنانا ۳٬۶۳۷ نفر جمعیت دارد.